# جوزيف إدوارد هاري
جوزيف إدوارد هاري (بالإنجليزية: Joseph Edward Harry)‏ هو عالم لغوي كلاسيكي أمريكي، ولد في 1 أكتوبر 1863 في مقاطعة هارفورد في الولايات المتحدة، وتوفي في 12 أغسطس 1949 في نيويورك في الولايات المتحدة.